# سیارک ۴۴۰۱۱
سیارک ۴۴۰۱۱ (به انگلیسی: 44011 Juubichi، نامگذاری:1997UH15) چهل و چهار هزار و یازدهمین سیارک کشف شده‌است که در ۲۹ اکتبر ۱۹۹۷ کشف شد.